# Coenosia albifacies
Coenosia albifacies este o specie de muște din genul Coenosia, familia Muscidae. A fost descrisă pentru prima dată de Johnson în anul 1922. Conform Catalogue of Life specia Coenosia albifacies nu are subspecii cunoscute.